# Acianthera butantanensis
Acianthera butantanensis é uma espécie de orquídea epífita, família Orchidaceae, que existe de São Paulo ao Rio Grande do Sul, no Brasil. São plantas reptantes robustas de caules aproximadamente do mesmo tamanho da folha e rizoma alongado. Suas folhas são elíptico lanceoladas e coriáceas levemente purpúreas. As  flores semi-transparentes fortemente listradas de púrpura, com labelo púrpura quase preto, largo e liso, claramente convexo e bastante grande. Segundo a maioria das referências um sinônimo da Acianthera saundersiana. Esta planta da foto esteve a ser descrita como espécie nova mas não chegou a ser publicada pois segundo Luer é a espécie descrita por Hoenhe e Schlechter que precisa ser restabelecida.

## Publicação e sinônimos
- Acianthera butantanensis (Hoehne & Schltr.) ined.

Sinônimos homotípicos:
- Pleurothallis butantanensis Hoehne & Schltr., Arch. Bot. São Paulo 1: 209 (1926).